# 安田修 (政治家)
安田 修（やすだ おさむ、1947年（昭和22年）10月6日 - ）は、日本の政治家。宮崎県東臼杵郡門川町長（3期）。

## 来歴
- 宮崎県立門川農業高等学校を卒業。親の後を継ぎ農業に従事。
- 2002年（平成14年）5月の門川町議会議会議員選挙で初当選。以来2期連続当選。
- 2009年（平成21年）3月から2010年1月までは町議会議長も務める。
- 2010年（平成22年）4月の門川町長選挙に出馬。現職の曽川泉を400票差あまりで破り初当選。
- 2014年（平成26年）4月の門川町長選挙で新人の岩佐祐一を破り2期目の当選。
- 2018年（平成30年）4月の門川町長選挙で新人の神崎千香子を破り3期目の当選。
- 門川高等学校同窓会会長も務める。過去には門川町ソフトボール協会副会長も務めていた。
- 2023年（令和5年）11月3日、秋の叙勲で旭日双光章を受章[1]。